# Эджфилд (округ)
Округ Эджфилд (англ. Edgefield County) располагается в штате Южная Каролина, США. Административным центром (столицей) является одноимённый город — крупнейший населённый пункт округа по числу жителей.
По состоянию на 2010 год, численность населения составляла 26 985 человек.

## История
Округ Эджфилд был официально образован в 1785 году. Ранее он занимал существенно бо́льшую территорию и в его состав входил, в частности, город Эйкен с окрестностями, который сейчас сам является столицей одноимённого округа.

## География
В соответствии с данными указанными на сайте центрального статистического органа страны — Бюро переписи населения США, общая площадь округа равняется 1313,131 км2, из которых 1300,181 км2 занимает суша и 12,950 км2 или 0,920 % приходится на водную поверхность.

## Население
По данным переписи населения 2000 года в округе проживает 24 595 жителей в составе 8 270 домашних хозяйств и 6 210 семей. Плотность населения составляет 19,00 человек на км2. На территории округа насчитывается 9 223 жилых строений, при плотности застройки около 7,00-ми строений на км2. Расовый состав населения: белые — 56,77 %, афроамериканцы — 41,51 %, коренные американцы (индейцы) — 0,33 %, азиаты — 0,24 %, гавайцы — 0,03 %, представители других рас — 0,44 %, представители двух или более рас — 0,69 %. Испаноязычные составляли 2,05 % населения независимо от расы.
В составе 34,80 % из общего числа домашних хозяйств проживают дети в возрасте до 18 лет, 55,60 % домашних хозяйств представляют собой супружеские пары проживающие вместе, 15,50 % домашних хозяйств представляют собой одиноких женщин без супруга, 24,90 % домашних хозяйств не имеют отношения к семьям, 22,40 % домашних хозяйств состоят из одного человека, 9,10 % домашних хозяйств состоят из престарелых (65 лет и старше), проживающих в одиночестве. Средний размер домашнего хозяйства составляет 2,66 человека, и средний размер семьи 3,12 человека.
Возрастной состав округа: 24,10 % моложе 18 лет, 9,80 % от 18 до 24, 32,10 % от 25 до 44, 23,20 % от 45 до 64 и 23,20 % от 65 и старше. Средний возраст жителя округа 36 лет. На каждые 100 женщин приходится 112,80 мужчин. На каждые 100 женщин старше 18 лет приходится 114,80 мужчин.
Средний доход на домохозяйство в округе составлял 35 146 USD, на семью — 41 810 USD. Среднестатистический заработок мужчины был 32 748 USD против 23 331 |USD для женщины. Доход на душу населения составлял 15 415 USD. Около 13,00 % семей и 15,50 % общего населения находились ниже черты бедности, в том числе — 19,60 % молодежи (тех, кому ещё не исполнилось 18 лет) и 18,40 % тех, кому было уже больше 65 лет.